# Fourmies, Nord
Fourmies là một xã ở tỉnh Nord trong vùng Hauts-de-France, Pháp.

## Sister cities
- - Fridley, Minnesota, Hoa Kỳ
- - Bernburg, Đức since 1967